# Cryptologia
Cryptologia è una rivista che tratta di crittografia, pubblicata trimestralmente a partire dal gennaio 1977. La periodicità è diventata bimestrale a partire dal 2016. Mette a tema tutti gli aspetti della  crittografia, con un interesse particolare verso gli aspetti storici dell'argomento. I componenti fondatori della redazione erano Brian J. Winkel, David Kahn, Louis Kruh, Cipher A. Deavours e Greg Mellen. Il direttore è oggi Craig Bauer.
La rivista è stata pubblicata inizialmente dal Rose-Hulman Institute of Technology. Da luglio 1995, si è trasferita alla Accademia Militare di West Point.
A partire dal primo numero del 2006 (Volume 30, Numero 1), Cryptologia è pubblicata da Taylor & Francis.
Una collezione completa (fino al 2012) della rivista è consultabile in Italia presso la Biblioteca della Fondazione Querini Stampalia.